# Rheinbirne (pera)
Rheinbirne (en España: 'Pera del Rin') es una variedad antigua cultivar de pera europea Pyrus communis. Esta pera está cultivada en Renania  (Alemania) y se utiliza principalmente como pera de cocina y en la elaboración de Perada y brandy de frutas. Las frutas tienen una carne de grano grueso, de color blanco amarillento, tiene un sabor dulce y un poco agrio.

## Sinonimia
- "Pera del Rin" en España.[5][6][4]

## Historia
De esta variedad de pera 'Rheinbirne' se desconoce el origen exacto, pero como sugiere el nombre y su área de distribución actual, probablemente se encuentre en Renania. Su principal área de distribución se encuentra en el distrito de Rhein-Sieg. Allí, como parte de los proyectos de protección de la naturaleza y las especies, se vuelven a cuidar árboles viejos y se plantan otros nuevos para preservar estas antiguas variedades regionales.
Se encuentran ejemplares viejos de gran porte de esta variedad en la avenida de las peras cerca de Hennef-Söven, esta tiene unos 1,6 km de largo entre Söven y Blankenbach cerca de Hennef ya se puede ver en fotografías aéreas de 1934. Se estima que algunos de los árboles tienen alrededor de 200 años.
Las organizaciones de protección de la naturaleza y el medio ambiente en la región de distribución, en particular la Estación Biológica en Rhein-Sieg-Kreis e. V. Se vuelven a cuidar los árboles viejos y se plantan otros nuevos. El público también debería estar al tanto de los tipos antiguos de frutas como el «Rheinbirne»; estos ahora también están disponibles nuevamente en algunos viveros de árboles. Al plantar árboles nuevos y cuidar los viejos, además de utilizar los frutos, todos pueden contribuir a la conservación de las variedades antiguas de frutos.

## Características

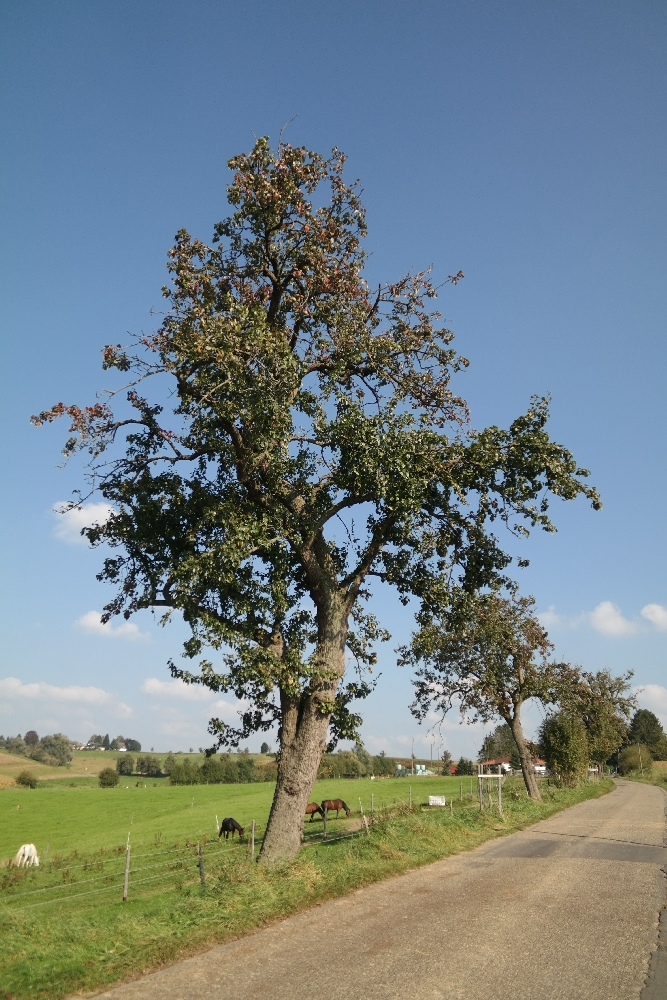
Ejemplar maduro de peral de la variedad 'Rheinbirne' en la "Birnenallee Hennef-Söven".

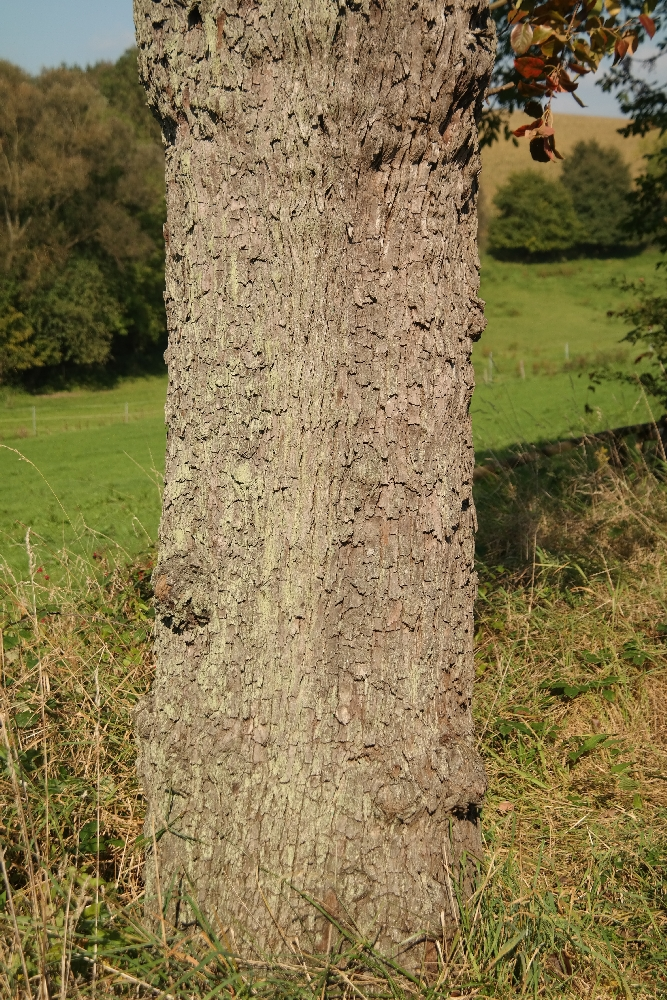
El típico tronco y la corteza del peral de la variedad 'Rheinbirne'.

El peral de la variedad 'Rheinbirne' es vigoroso, crecen rápidamente y forman un dosel muy amplio; corteza agrietada; puede alcanzar una edad de 100 a 150 años. Da forma al paisaje, especialmente en los huertos. Las ramas principales son en su mayoría erguidas, las ramitas marrones, de piel algo plateada, con ojos puntiagudos. Las hojas son ovoides con una punta afilada o ligeramente sobresaliente, fuertes en el frente y solo aserradas sin rodeos en el tallo. El árbol prospera en todos los lugares y tipos de suelo, especialmente en altitudes más altas, donde los frutos se vuelven más ricos. Las flores tienen simetría radial, las flores quíntuples son sorprendentemente grandes, tiene un tiempo de floración con flores blancas que comienza a partir del 17 de abril con el 10% de floración, para el 24 de abril tiene una floración completa (80%), y para el 6 de mayo tiene un 90% caída de pétalos.
La pera 'Rheinbirne' da frutos medios a grandes; forma piriforme a ovoidea. Su piel suave es de color de fondo amarillo verdoso, en el lado soleado presenta un sobre color rojo lavado, descolorido a levemente rayado. Las manchas de color, y manchas de ruginoso-"russeting" se distribuyen por toda la fruta, "russeting" (pardeamiento áspero superficial que presentan algunas variedades) medio; pedúnculo fuerte, de longitud media, es de color marrón; cáliz completamente desarrollado y de color marrón, las puntas están dobladas hacia atrás, las hojas son grises y tomentosas. La carne de grano grueso, de color blanco amarillento, tiene un sabor dulce y un poco agrio.
La pera 'Rheinbirne' madura sus frutos desde mediados de septiembre, están listos para el almacenamiento desde finales de septiembre hasta octubre.

## Uso
La «Rheinbirne» es una fruta comercial, cuyos frutos se transformaban anteriormente principalmente en col de pera. Al igual que la col de manzana, la col de pera era una especialidad renana, pero hoy en día se ha olvidado en gran medida. De las que alguna vez fueron muchas fábricas de hierbas (“patschen”) en Renania, solo quedan unas pocas. También es adecuada como pera para cocinar, y las frutas también se pueden usar para hacer un buen brandy de frutas.

## Susceptibilidades
La variedad es moderadamente susceptible a la sarna de la pera.